# Andreas von Gail

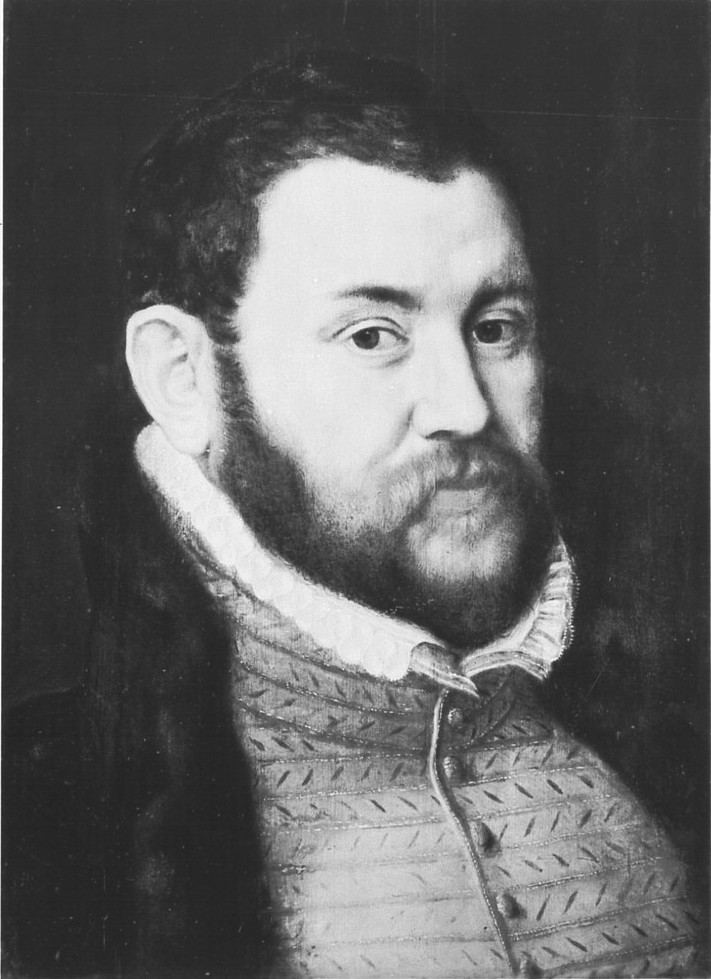
Andreas von Gail

Andreas von Gail (auch: Andreas von Gaill, Gayll, Gaillius, Geyl; * 12. November 1526 in Köln; † 11. Dezember 1587 ebenda) war ein kölnischer Kanzler, Staatsmann und Rechtsgelehrter.

## Leben
Andreas Gail wurde 1526 als Sohn einer bekannten Kölner Patrizierfamilie geboren. Er studierte Jurisprudenz an der Universität zu Köln, Universität Orléans und Universität Löwen. An der Universität Bologna wurde er 1555 promoviert. 1555 kehrte er nach Köln zurück, heiratete und ließ sich als Anwalt in Köln nieder. Ab 1558 war er Beisitzer und Richter am Reichskammergericht in Speyer. 1569 wurde er von Kaiser Maximilian II. als kaiserlicher Reichshofrat in Wien eingesetzt, ab 1571 hatte er dort den einflussreichen Posten des Referendarius inne. Gleichwohl engagierte er sich immer wieder in seiner Heimatstadt, insbesondere um die Kölner Universität. Für seine Verdienste wurde er 1573 mit dem Kleinen Palatinat ausgezeichnet. Nach dem Tode seiner Frau heiratete er 1578 Christina Kannengießer, die Tochter einer angesehenen Kölner Patrizierfamilie. Der Katholik Gail war maßgeblich an der Nachfolge des Kölner Erzbischofs und Kurfürstes Gebhard von Waldburg-Trauchburg, Truchsess von Waldburg durch den Wittelsbacher Herzog Ernst von Bayern beteiligt. 1583 wurde er Mitglied der Reichskammergerichtsvisitation. Ende 1584 wurde Gail von seinem Amt als kaiserlicher Rat entbunden, kehrte nach Köln zurück und wurde Kurkölner Kanzler unter dem Erzbischof Ernst von Bayern. Der Kölner Rat stiftete aus Verehrung 2000 Ziegelsteine für den Bau des Gailschen Hauses. In der kurkölnischen Residenzstadt Bonn erwarb Gail 1585 den Hof zum Sack (späterer Plettenberger Hof).
Gail war 1587 wesentlich in die Verhandlungen um den Kölner Krieg eingebunden. Er starb an den Folgen eines Schlaganfalls und wurde in St. Brigida in Köln beigesetzt.
Sein Bruder Philipp Gail war Ratsherr und Bürgermeister der Freien Reichsstadt Köln.

## Wirken
Gail gilt zusammen mit Joachim Mynsinger von Frundeck, als Begründer der Kammergerichtsjurisprudenz (Kameralistik). In seinem 1578 publizierten Hauptwerk Practicarum observationum libri duo (Zwei Bücher praktischer Beobachtungen) erarbeitet er aufbauend auf Mynsinger eine systematische Darstellung der Entscheidungen des Reichskammergerichts. Das Werk war ein Standardwerk des juristischen Schrifttums des 16. Jahrhunderts.
- Practicarum observationum deß Hochlöblichen Cammer-Gerichts Speyr, etc. zwey Bücher Digitalisat
- Practicarum Observationum, Tam Ad Processum Iudiciarium, Praesertim Imperialis Camerae, Quam Causarum Decisiones Pertinentium Libri Duo Köln 1578 Digitalisat

Er setzte sich dafür ein, dass neben dem römischen auch das deutsche Recht in der Gerichtspraxis Anwendung fand. Von seinen Zeitgenossen wurde er der „deutsche Papinian“ genannt. Neben seinem Hauptwerk verfasste er noch drei Abhandlungen, die wichtige Angelegenheiten der Rechtsprechung des Reichskammergerichts darstellten:
- De Pace Publica, Et Eius Violatoribus, Atque Proscriptis Sive(Landfriedensbruch) Ioannem Gymnicum, Cologne, 1586 digitalisat
- De Pignorationibus (widerrechtliche Pfandnahme) eingeschränkte Vorschau in der Google-Buchsuche
- Tractatus de manuum iniectionibus (Repressalien) eingeschränkte Vorschau in der Google-Buchsuche